# Global Positioning System
Global Positioning System (GPS, wymowa – [gie-pe-es] lub [dżi-pi-es] ([ʤi:-pi:-ɛs])) – właściwie GPS–NAVSTAR (ang. Global Positioning System – Navigation Signal Timing and Ranging) – system nawigacji satelitarnej, stworzony przez Departament Obrony Stanów Zjednoczonych, obejmujący swoim zasięgiem całą kulę ziemską. System składa się z trzech segmentów: segmentu kosmicznego – 31 satelitów orbitujących wokół Ziemi na średniej orbicie okołoziemskiej; segmentu naziemnego – stacji kontrolnych i monitorujących na Ziemi oraz segmentu użytkownika – odbiorników sygnału. Zadaniem systemu jest dostarczenie użytkownikowi informacji o jego położeniu oraz ułatwienie nawigacji po terenie.

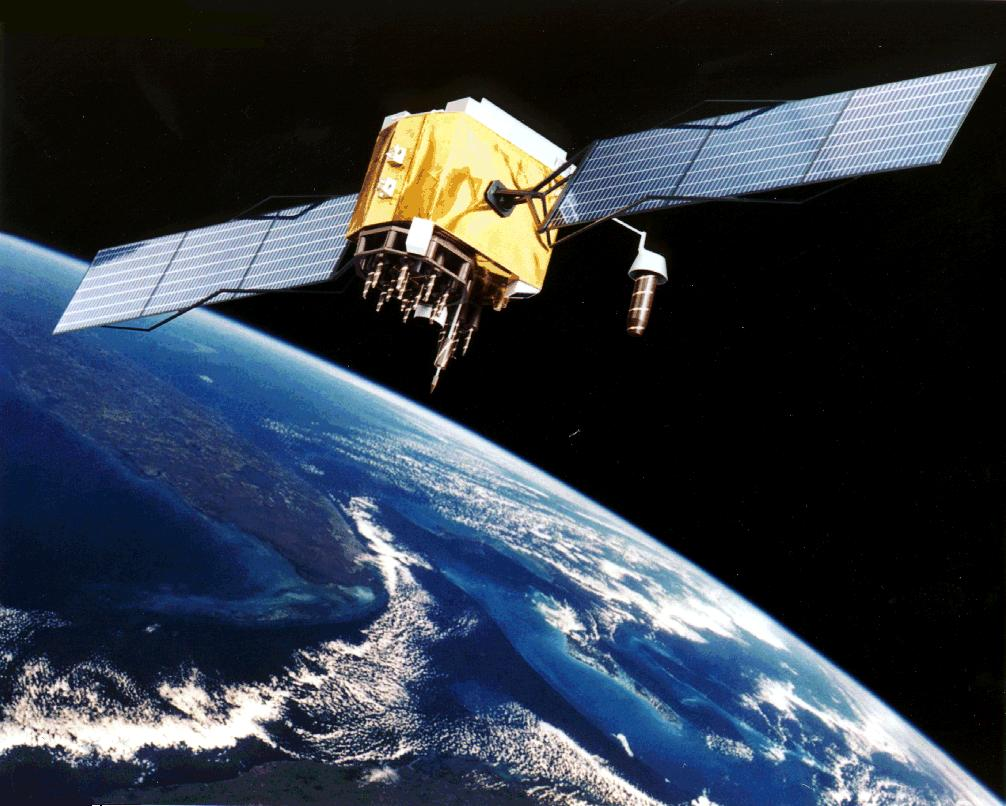
Artystyczna wizja satelity GPS bloku II-F na orbicie.

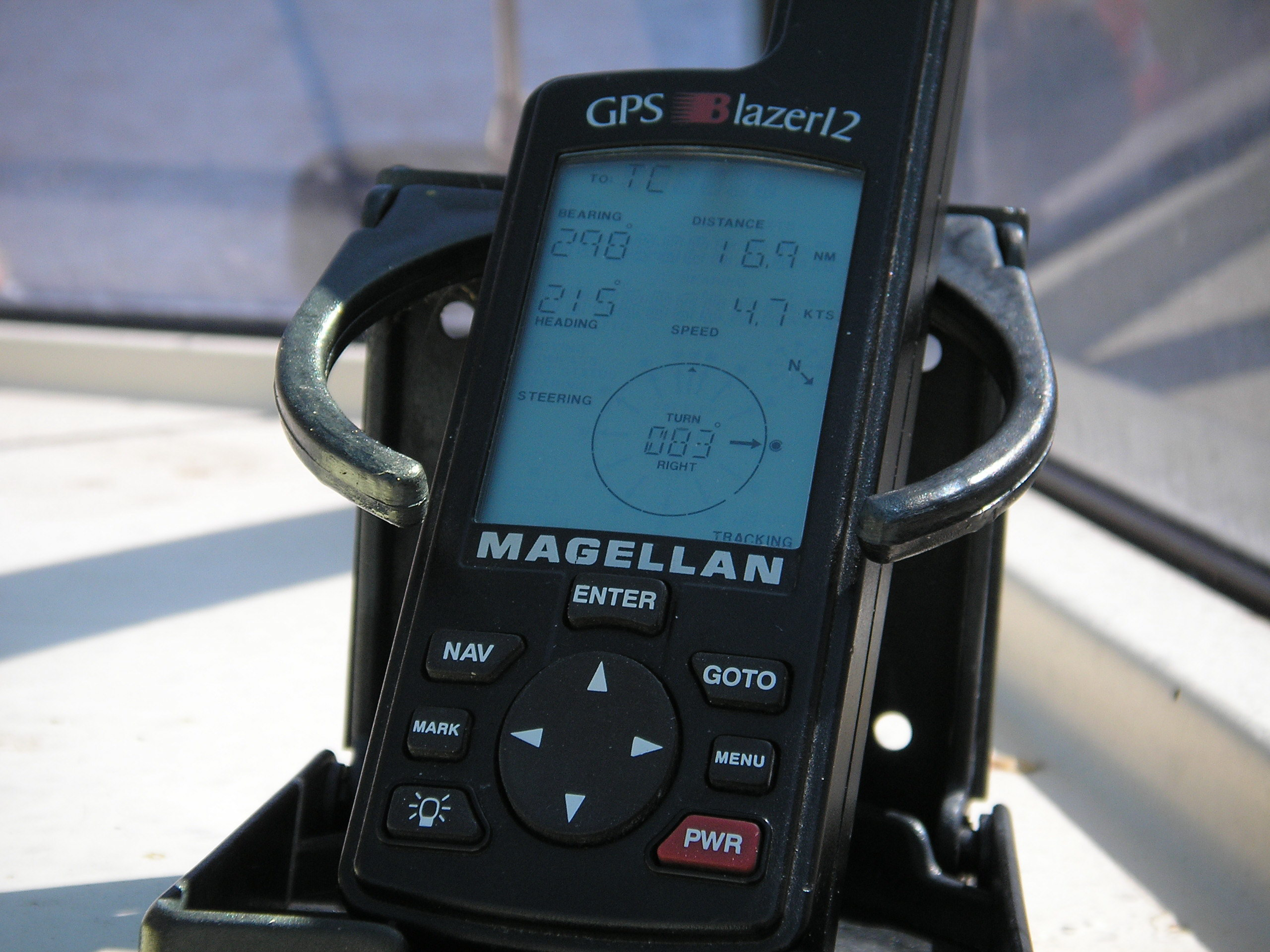
Morski przenośny odbiornik GPS w kokpicie jachtu

Działanie polega na pomiarze czasu dotarcia sygnału radiowego z satelitów do odbiornika. Znając prędkość fali elektromagnetycznej oraz znając dokładny czas wysłania danego sygnału, można obliczyć odległość odbiornika od satelitów. Sygnał GPS zawiera w sobie informację o układzie satelitów na niebie (tzw. almanach) oraz informację o ich teoretycznej drodze oraz odchyleń od niej (tzw. efemeryda). Odbiornik GPS w pierwszej fazie aktualizuje te informacje w swojej pamięci oraz wykorzystuje w dalszej części do ustalenia swojej odległości od poszczególnych satelitów, dla których odbiornik jest w zasięgu. Wykonując przestrzenne liniowe wcięcie wstecz, mikroprocesor odbiornika może obliczyć pozycję geograficzną (długość, szerokość geograficzną oraz wysokość elipsoidalną) i następnie podać ją w wybranym układzie odniesienia – standardowo jest to WGS 84, a także aktualny czas GPS z bardzo dużą dokładnością.
System GPS jest utrzymywany i zarządzany przez Departament Obrony USA. Korzystać z jego usług może w zasadzie każdy – wystarczy tylko posiadać odpowiedni odbiornik GPS. Takie odbiorniki są produkowane przez niezależne firmy komercyjne. System GPS jest darmowy i taki ma pozostać zgodnie z polityką Stanów Zjednoczonych.
Niezbędnym elementem systemu jest możliwość identyfikacji sygnałów z poszczególnych satelitów przez odbiornik GPS. Odbywa się to dzięki stosowaniu szumu pseudolosowego (PRN, ang. Pseudo-Random-Noise). PRN w swojej głównej funkcji ma na celu cyfrowe wzmocnienie przekazywanego sygnału (dzięki temu nie potrzebujemy ogromnych talerzy do odbioru sygnału satelitarnego) oraz umożliwia Departamentowi Obrony USA kontrolowanie dostępu do systemu GPS. Dzięki temu wojsko może używać sygnału GPS do przekazywania szyfrowanych komunikatów.

## Geneza systemu
Początki systemu NAVSTAR GPS (NAVSTAR Global Positioning System) sięgają lat 70. XX w. Doświadczenia zebrane podczas tworzenia i użytkowania systemu Transit, a szczególnie satelitów serii TIMATION, które udowodniły możliwość precyzyjnej synchronizacji czasu poprzez systemy satelitarne, umożliwiły Departamentowi Obrony USA stworzenie systemu nawigacji
satelitarnej znacznie doskonalszego od poprzednika. Głównymi cechami, jakimi miał charakteryzować się nowy system, były:
- możliwość wyznaczenia położenia w czasie rzeczywistym,
- niezależność od warunków, w których system jest wykorzystywany i odporność na zakłócenia zarówno przypadkowe, jak i celowe,
- 5 pocisków wystrzelonych z niezależnych platform, naprowadzanych za pomocą systemu, ma trafić w cel z dokładnością 5 m,
- cena jednego odbiornika nie może przekraczać 10 000 USD w 1977 r. (równowartość w cenach ok. 50 000 USD w 2007 r.),
- dostępność na całej kuli ziemskiej,
- synchronizacja czasu na poziomie 1 μs,
- nielimitowana liczba użytkowników,
- niewykrywalność odbiornika (brak komunikacji odbiornika z satelitą, wyznaczenie pozycji ma być możliwe wyłącznie w wyniku nasłuchu)

Pierwsze testy systemu rozpoczęły się w 1972 r., 22 lutego 1978 r. został wystrzelony pierwszy satelita bloku I, SVN 1.

## Segment kosmiczny

### System satelitów

Ilustracja konfiguracji satelitów operacyjnych GPS wraz z wirującą Ziemią. Opis wskazuje liczbę satelitów widocznych z wybranego punktu na Ziemi (45°N).

System działa na obszarze całej Ziemi, bo w każdym punkcie globu widoczne są zawsze przynajmniej cztery satelity. Satelity krążą po orbitach na wysokości około 20 183 km nad powierzchnią Ziemi. Jest to orbita niższa od geostacjonarnej.
Segment kosmiczny składa się obecnie z 31 (stan na 16.12.2011 r.) satelitów umieszczonych na orbitach kołowych o nachyleniu 55° (Block IIA, IIR, IIR–M) lub 63° (Block I) względem płaszczyzny równika na wysokości 20 183 km. Obieg Ziemi przez satelitę trwa 11 h 58 min (pół doby gwiazdowej). Około 28 satelitów jest stale czynnych, a pozostałe są testowane bądź wyłączone z przyczyn technicznych.
System wielu nadajników jest bardzo kosztowny. Amerykanie regularnie muszą umieszczać na orbicie kolejne satelity w zastępstwie tych, które zeszły z właściwej orbity lub uległy awarii. Jednakże ze względu na zyski dla gospodarki światowej, a w szczególności amerykańskiej, system został nieodpłatnie udostępniony dla zastosowań cywilnych. Na każdym satelicie zainstalowana jest aparatura szpiegowska NUDET (ang. nuclear detection) przeznaczona do natychmiastowego wykrywania wybuchów nuklearnych na Ziemi.

### Generacje satelitów GPS
- Satelity bloku I (SVN1 – SVN11):
  - obecnie niestosowane,
  - posiadały 3 zegary atomowe: 1 cezowy i 2 rubidowe,
- Satelity bloku II (SVN13 – SVN21):
  - silny sygnał,
  - konstrukcja umożliwiała działanie przez 14 dni bez potrzeby kontaktu ze stacją kontrolną,
- Satelity bloku IIA (SVN22 – SVN40):
  - zdolność transmisji sygnału przekształconego przez degradację SA i AS,
  - działanie przez 180 dni bez potrzeby kontaktu ze stacjami kontrolnymi (degradacja danych nawigacyjnych),
  - posiadały 4 zegary atomowe: 2 cezowe i 2 rubidowe,
  - żywotność satelity: 9,6–10,23 lat[4],
- Satelity bloku IIR (SVN41 – SVN62):
  - działanie przez 14 dni bez kontaktu ze stacjami kontrolnymi w przypadku korzystania z systemu autonomicznej nawigacji,
  - możliwość łączności między sobą i możliwy pomiar odległości między satelitami,
  - 3 zegary rubidowe,
  - zdolność transmisji sygnału zdegradowanego przez degradację SA i AS,
  - żywotność satelity: 8,57–10,62 lat[4],
- Satelity bloku IIR–M:
  - znacznie lepsza jakość sygnału;
  - lustra laserowe;
  - integracja z innymi technikami (inercjalnymi),
  - możliwa wzajemna łączność i wzajemny pomiar odległości,
  - żywotność satelity: szacowana na 11,35 lat[4].

### Zasada działania
Sygnał dociera do użytkownika na dwóch częstotliwościach nośnych L1 = 1575,42 MHz (długość fali 19,029 cm) i L2 = 1227,6 MHz (długość fali 24,421 cm). Porównanie różnicy faz obu sygnałów pozwala na dokładne wyznaczenie czasu propagacji, który ulega nieznacznym wahaniom w wyniku zmiennego wpływu jonosfery, jednak nie w stopniu uniemożliwiającym określenie współrzędnych. Użytkownicy cywilni przybliżoną poprawkę jonosferyczną otrzymują w depeszy nawigacyjnej lub dzięki systemowi DGPS.
Identyfikacja satelitów oparta jest na metodzie podziału kodu CDMA. Oznacza to, że wszystkie satelity emitują na tych samych częstotliwościach, ale sygnały są modulowane różnymi kodami.
Odbiór sygnału bez zastosowania anten parabolicznych, które w tym przypadku są bezużyteczne ze względu na ich kierunkowość, wymaga zaawansowanych technik oddzielania sygnału od szumu i przetwarzania sygnału. Satelity są w ciągłym ruchu; wyznaczenie pozycji odbiornika na podstawie pomiaru tzw. pseudoodległości od kilku satelitów jest również złożonym zadaniem, wymagającym m.in. uwzględnienia spowolnienia upływu czasu wynikającego ze zjawiska dylatacji czasu.

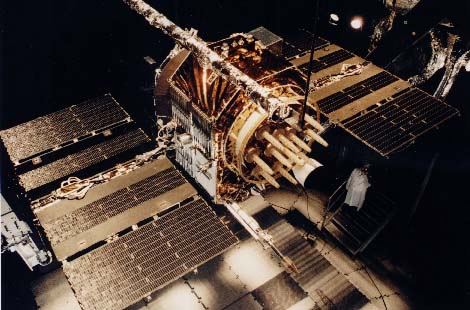
Satelita GPS

Dla poprawnej pracy systemu kluczowy jest czas. Każdy satelita jest wyposażony w zegar atomowy, dzięki czemu jego sygnał jest dokładnie zsynchronizowany z całym systemem. Jednocześnie satelity tworzą razem z kilkoma nadajnikami naziemnymi swoistą sieć korekcji czasu. W efekcie odbiornik GPS podaje nie tylko pozycję, ale również czas.
Aby określić pozycję w trójwymiarowej przestrzeni i czas systemu, konieczny jest jednoczesny odbiór z przynajmniej czterech satelitów. Odbiornik oblicza trzy pseudoodległości do satelitów oraz odchyłki czasu (różnicy między tanim i niedostatecznie dokładnym wzorcem kwarcowym zainstalowanym na odbiorniku i precyzyjnym zegarem atomowym na satelicie). Satelita transmituje w depeszy nawigacyjnej m.in. czas, almanach (stan konstelacji satelitów) oraz efemerydy (parametry lotu satelity). Dzięki tym danym odbiornik GPS jest w stanie obliczyć dokładne współrzędne satelity, w momencie nadania sygnału, co z kolei, przy wykorzystaniu pseudoodległości umożliwia obliczenie własnej pozycji. W przypadku możliwości odbioru tylko z trzech satelitów niektóre odbiorniki mogą pracować w trybie 2D z ustawioną przez użytkownika wysokością elipsoidalną.

### Metody pomiaru pseudoodległości
Metoda kodowa polega na dokładnym pomiarze czasu odbioru kodów C/A i P na jednej lub dwóch częstotliwościach L1 i L2. Pomiar różnicy czasu pomiędzy momentem odbioru ramki a czasem jej nadania (zapisanym na początku każdej ramki) daje czas Δt przebiegu sygnału od satelity do odbiornika GPS (d = c · Δt). Dokładność tej metody jest rzędu pojedynczych metrów. Ze względu na dużą wartość prędkości rozchodzenia się fali radiowej (bliską prędkości światła w próżni), duży wpływ na błędy pomiaru ma niedokładność wzorca czasu w odbiorniku. Do rozwiązania problemu 4 niewiadomych (x, y, z i t) konieczny jest pomiar 4 pseudoodległości (4 satelity). Współrzędne mogą być obliczone na każdą epokę niezależnie. Metoda ma zastosowanie kinematyczne (w nawigacji), gdzie współrzędne punktu zmieniają się z epoki na epokę (metoda fazowa nie daje takich możliwości, gdyż występuje wtedy więcej niewiadomych).
W odbiornikach wojskowych wykorzystuje się pomiar różnic czasu w odbiorze ramek na częstotliwościach L1 i L2 w celu określenia tzw. poprawki jonosferycznej. Z powodu różnej prędkości rozchodzenia się fali radiowej, zależnej od ośrodka i częstotliwości, możliwe jest ustalenie różnicy czasu odbioru ramek na częstotliwościach L1 i L2 oraz obliczenie poprawki, która skompensuje błędy przy wyznaczaniu pseudoodległości. W odbiornikach cywilnych (które nie uwzględniają informacji zawartych na częstotliwości L2) możliwe jest wprowadzenie tej samej poprawki przy wykorzystaniu systemu DGPS.
Rosnące możliwości procesorów oraz rozwój systemu GPS (zmiany polityki co do sygnałów oraz nowy sygnał L5) umożliwiają wykorzystanie technik ustalania pozycji zastrzeżonych wcześniej dla pomiarów stacjonarnych. Dzięki temu również cywilne urządzenia nawigacyjne zwiększają swoją dokładność do kilku-, kilkunastu centymetrów.
Metoda fazowa polega na pomiarze różnicowym faz na jednej lub dwóch częstotliwościach L1 i L2. Jest to pomiar fazy sygnału przychodzącego φ.
d = Nλ + λφ
gdzie:
d – pseudoodległość,
N – całkowita liczba pełnych długości fal mieszczących się w odległości satelita–Ziemia,
λ – długość fali, na której pracuje,
φ – pomierzona faza sygnału przychodzącego.
Metoda fazowa jest dokładniejsza, dokładność rzędu 2–3 centymetrów, lecz posiada ona pewne wady, takie jak np. konieczność wyznaczenia nieoznaczoności fazy N (nazywane inicjalizacją odbiornika). Dopiero przy pomiarze do 4 satelitów dopiero dla 3 epok możliwe jest rozwiązanie (wyznaczenie pozycji) 12 obserwacji (12 długości do satelitów) i 10 niewiadomych. Niemożliwe są zastosowania kinematyczne, chyba że niewiadome nieoznaczoności fazy zostaną wyznaczone na początku pomiaru na podstawie metod statycznych i nie wystąpią utraty cykli. Jeśli zostanie utracona łączność z satelitą, to na nowo musimy inicjalizować instrument (tzn. wyznaczać N). Niezbędne są szybkie metody inicjalizacji (np. On-The-Fly).

### Poziomy dokładności
Ze względów strategicznych przewidziano dwa poziomy dostępu – dostęp standardowy dla odbiorców cywilnych oraz precyzyjny dla sił zbrojnych Stanów Zjednoczonych. Standardowy dostęp ze względów technicznych daje dokładność rzędu kilku metrów. Jednak ze względu na możliwość zastosowania nawet takiej informacji w działaniach militarnych, sygnał cywilny był zakłócany pseudolosowym błędem – w wybranych miejscach Ziemi, a później globalnie. Dokładność ustalenia pozycji spadała do około 100 metrów. Błąd ten można było kompensować pod warunkiem znajomości metody zakłócania, oczywiście tajnej. Zakłócanie sygnału nazywane było Selective Availability (SA). Cywilni odbiorcy znaleźli co prawda metody na omijanie tych zakłóceń – wystarczyło stojąc w jednym miejscu uśredniać wskazania przez dłuższy czas. Taki sposób nie nadawał się jednak do zastosowania np. na pocisku kierowanym przez GPS.
Często stosowaną metodą zwiększenia dokładności pomiaru jest stosowanie pomiaru różnicowego, zwanego DGPS. W takich przypadkach zlokalizowana w pobliżu odbiornika stacja bazowa (o znanej i stałej pozycji) DGPS przekazuje do niego dane różnicowe (najczęściej są to różnice między zmierzonymi przez stację bazową pseudoodległościami a rzeczywistymi odległościami do satelitów). W ten sposób odbiornik GPS może nanieść poprawki wynikające z błędów propagacji sygnału między satelitą a odbiornikiem.
Innym systemem korekcji błędów jest WAAS/EGNOS, podobny do DGPS z tą różnicą, że poprawki do odbiorników przesyłane są przez geostacjonarne satelity.
Ponadto lokalnie w poszczególnych krajach istnieją sieci stacji referencyjnych, pozwalające online bądź w post-processingu na korygowanie pozycji wyznaczonej metodą GPS. W Polsce taka sieć nosi nazwę ASG-EUPOS (Aktywna Sieć Geodezyjna EUPOS) i składa się z 100 stacji permanentnych, zlokalizowanych w instytucjach naukowych oraz w Ośrodkach Dokumentacji Geodezyjnej i Kartograficznej na obszarze całego kraju, ze średnią odległością 70 km. System umożliwia lokalizację z wykorzystaniem pomiaru GPS–RTK z dokładnością 3 cm (składowa pozioma) i 5 cm (składowa pionowa). Natomiast w systemie POZGEO i POZGEO–D dokładność wyznaczenia pozycji w post-processingu może być rzędu 1 cm. System ASG–EUPOS jest w pełni funkcjonalny od czerwca 2008 roku. Wcześniej podobny system – ASG–PL istniał jedynie dla województwa śląskiego (od 2004 roku) i umożliwiał porównywanie dokładności dla całego obszaru województwa. ASG–EUPOS był wzorowany na śląskich rozwiązaniach w zakresie poprawy jakości pozycjonowania w systemie GPS.
1 maja 2000 prezydent USA Bill Clinton nakazał wyłączenie mechanizmu SA (Selective Availability) zakłócającego efemerydę satelity i poprawki zegarów atomowych, dzięki czemu dokładność określania pozycji dla zwykłych użytkowników wzrosła do około 4–12 metrów.

## Segment naziemny
Segment naziemny składa się z 12 stacji nadzoru rozmieszczonych możliwie blisko i równomiernie na równiku celem ciągłej obserwacji każdego satelity przez co najmniej dwie stacje przez całą dobę. Odpowiada on za utrzymanie sprawności technicznej systemu wyrażającej się niezawodnością i dokładnością odbieranego przez użytkowników sygnału satelitarnego. Główna stacja nadzoru mieści się w bazie sił lotniczych Shriever AFB (poprzednio Falcon) w Colorado Springs, USA. Pozostałe stacje nadzoru prowadzone przez Siły Lotnicze USA ulokowane są na Hawajach, Cape Canaveral, Wyspie Wniebowstąpienia, wyspie Diego Garcia oraz Atolu Kwajalein. Sześć stacji zarządzanych jest przez NGA (National Geospatial-Intelligence Agency), są to stacje w: Waszyngtonie, Ekwadorze, Argentynie, Londynie, Bahrajnie i Australii. Zadaniem wszystkich stacji jest ciągłe monitorowanie ruchu satelitów. Obserwacje są wysyłane do głównej stacji nadzoru, gdzie wyliczane są nowe parametry orbit satelitów. Prognozowane efemerydy są wysyłane do satelitów nie rzadziej niż co 48 godzin i przez nie retransmitowane.

## Segment użytkownika

### Parametry techniczne

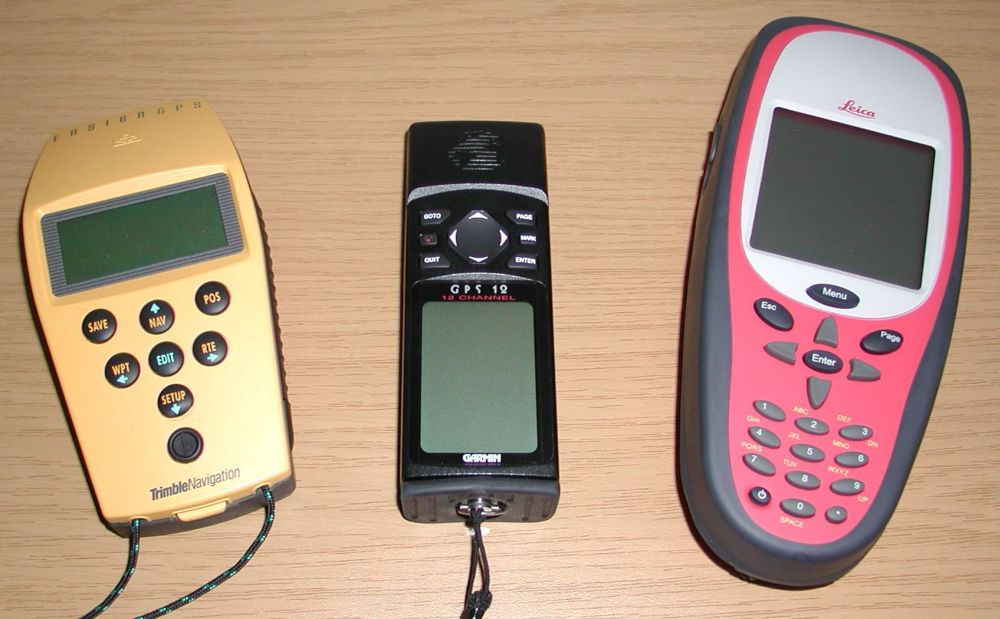
Odbiorniki GPS firm Trimble, Garmin i Leica

Ze względów technicznych dokładność obliczania wysokości nad poziomem morza jest około 3 razy mniejsza niż długości i szerokości geograficznej. Wynika to z geometrii wcięcia przestrzennego wykorzystanego do wyznaczenia pozycji. Jakość wyznaczenia pozycji określają parametry rozmycia precyzji DOP (Dilution Of Precision).
Odbiorniki GPS wyposażono w wiele funkcji, między innymi:
- określenie współrzędnych według różnych układów współrzędnych (standardowo WGS 84)
- rejestrowanie śladu
- nawigacja „do punktu” oraz „po trasie”
- track back (czyli powrót do miejsca wyjścia „tą samą trasą”)
- pomiar odległości
- wyznaczenie powierzchni (np. działki)
- obliczanie momentów wschodu i zachodu Słońca oraz faz Księżyca

a w bardziej rozbudowanych odbiornikach:
- wyświetlanie map i nawigacja na mapach warstwowych
- komunikacja przez port szeregowy (RS232/USB) i Bluetooth z innym sprzętem elektronicznym (PC, PPC, Palm, elektroniczna mapa morska ECDIS)
- autorouting (wyznaczanie automatycznej trasy „po drogach”)

Wersje przeznaczone do eksploatacji na statkach posiadają bardzo rozbudowane możliwości nawigacyjne. Wersje lądowe mogą być wyposażone w mapę cyfrową terenu (takie urządzenia są często instalowane w samochodach) oraz lekkie odbiorniki przenośne zasilane bateriami lub akumulatorami. Niektóre odbiorniki pozwalają na określanie pozycji z innych systemów, jak GLONASS czy LORAN C.
Odbiorniki powszechnie dostępne są wyposażane w zabezpieczenia uniemożliwiające zastosowanie ich w niektórych dziedzinach, szczególnie do konstrukcji naprowadzanych rakiet i samolotów. Porozumienie międzynarodowe o ograniczeniu handlem takimi urządzeniami przewiduje, że mogą działać do prędkości 1000 Mm/h ≈ 1852 km/h ≈ 515 m/s i do wysokości 18 km ≈ 60 000 stóp.

### Dokładność
Dokładność urządzeń GPS to temat wzbudzający wiele emocji ze względu na brak jednolitego systemu pomiaru tego parametru. Popularny wskaźnik CEP odnosi się do statystycznego udziału punktów o zadanej dokładności w całym ich zbiorze. Innymi słowy CEP (80%) 1–3 m oznacza, że 80% uzyskanych pomiarów mieści się w zakresie błędu 1–3 metra, przy czym nie wiadomo nic o pozostałych 20% pomiarów. W praktyce więc niewiele wiadomo o rzeczywistych osiągach urządzenia. Dodatkowo sytuację komplikuje definicja błędu pomiaru, którą producenci wykorzystują przy podawaniu parametrów urządzeń.
Kolejny problem to różnica pomiędzy laboratoryjnym pomiarem a rzeczywistym użytkowaniem urządzenia. Ze względu na fakt, że pomiar zależy od widoczności satelitów na niebie (jaką ma dane urządzenie) oraz ich konstelacji w danym momencie, dokładność realnych pomiarów może znacznie odbiegać od tego, co deklaruje producent. Jest to spowodowane tym, że w niesprzyjających warunkach coraz większego znaczenia nabierają te punkty, które nie są uwzględniane przez wskaźnik CEP.
Sytuacji nie ułatwia fakt, że producenci często podają parametry samego modułu GPS, a nie końcowego urządzenia. Nie uwzględnia się więc zastosowanych komponentów RF oraz samej anteny. W efekcie popularne gotowe urządzenia oparte na tym samym układzie GPS mogą różnie się zachowywać w rzeczywistych warunkach pracy.

### Przykłady zastosowań

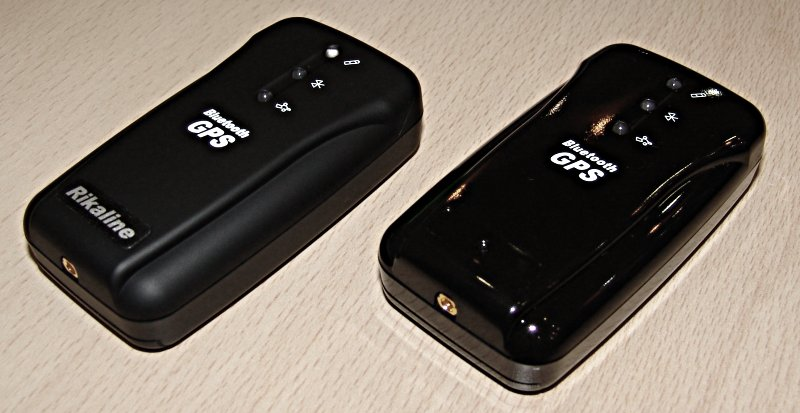
Odbiornik Bluetooth Rikaline GPS 6033

Dynamicznie rozwija się segment odbiorników GPS do tzw. palmtopów / PDA. Dzięki niskiej cenie i możliwości wyboru oprogramowania, które najlepiej spełnia oczekiwania użytkownika, jest to alternatywne rozwiązanie dla urządzeń typu wszystko-w-jednym. Dostępne opcje pozwalają na podłączenie odbiornika na kablu, na karcie rozszerzeń (CF lub SD) lub bezprzewodowo (bluetooth). Popularne stają się również palmtopy / PDA z wbudowanym odbiornikiem GPS. Dostępny jest bardzo szeroki wybór oprogramowania zarówno do nawigacji samochodowej (np. Automapa, MapaMap, Navigo), morskiej, jak i specjalistyczne programy (np. do pomiaru powierzchni).

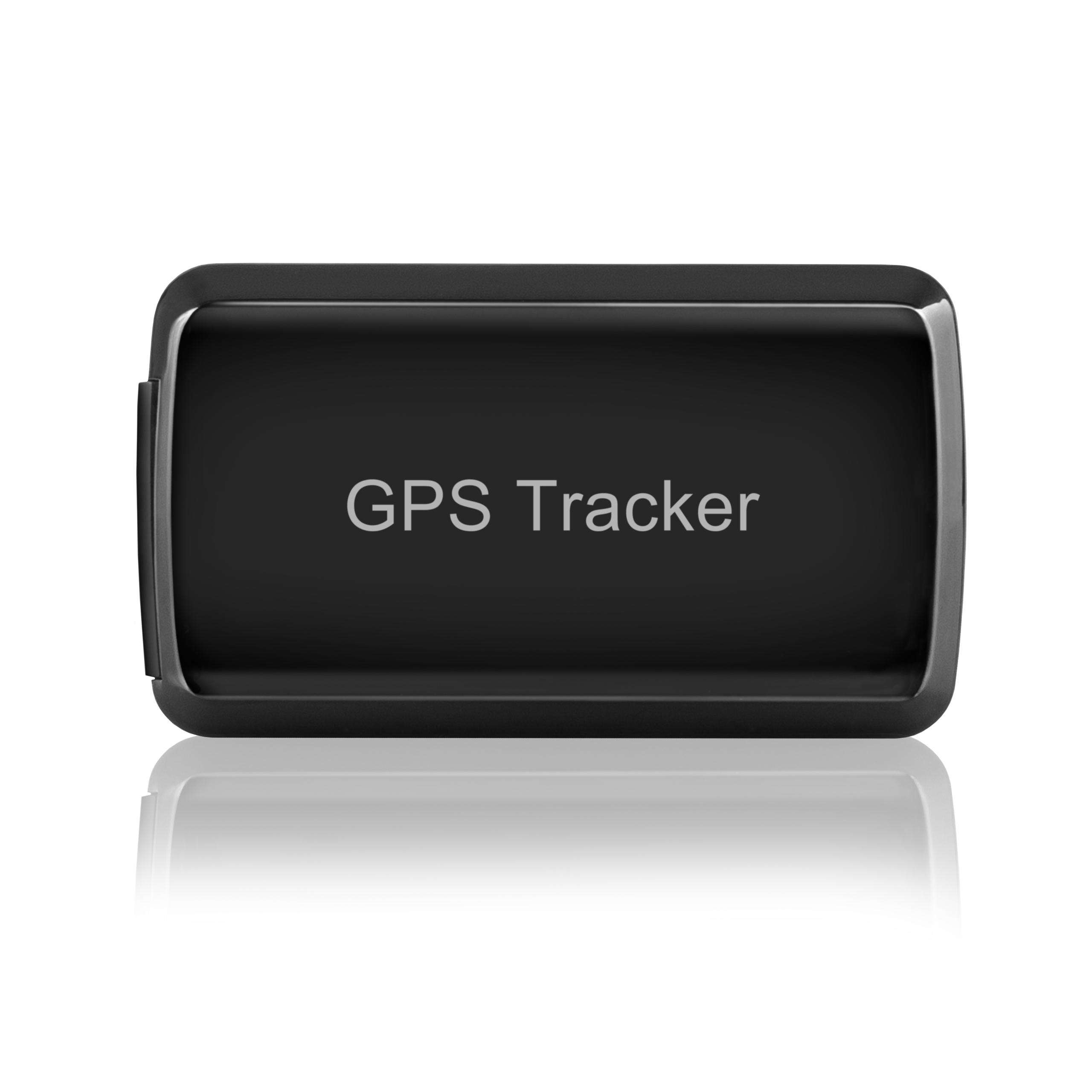
Rejestrator Trasy GPSONE LM001 z funkcją podglądu pozycji na smartphonie

Nowy typ urządzeń to odbiorniki GPS połączone z funkcją logowania danych – tzw. datalogger GPS lub rejestrator trasy. Umożliwiają one zapis przebytej trasy bez konieczności uruchamiania dodatkowych urządzeń. Możliwość zapisu sięga od kilkuset punktów do kilkuset tysięcy punktów w zależności od modelu i producenta. Zapisaną trasę można wykorzystać do zobrazowania drogi na darmowych (Google Earth, Google Maps) i płatnych mapach (Automapa, MapaMap, eMapa) w zależności od producenta urządzenia. Coraz więcej urządzeń zapewnia dostęp do podglądu pozycji lokalizatora na urządzeniach mobilnych (np. smartphone). Umożliwia to monitorowanie pracy kierowców lub innych pracowników mobilnych.
Dzięki połączeniu zapisanej trasy oraz wykonanych na niej zdjęć możemy każdej fotografii przypisać miejsce jej wykonania – jest to tzw. (ang.) geotagging lub w tej konkretnej formie phototagging (spolszczone nazwy to geotagowanie, tagi geograficzne, tagowanie geograficzne). Dzięki temu możemy w łatwy sposób inwentaryzować umiejscowienie obiektów lub zdarzeń. Jest to tanie rozwiązanie wykorzystywane przez różnego rodzaju służby na całym świecie.
Odbiornik GPS to standardowy komponent w telefonach komórkowych. Na telefony powstało wiele aplikacji obsługujących GPS, np. TomTom mobile, NaviExpert, Garmin Mobile XT, które zostały wyparte przez Google Maps.

### Odbiornikimulti-channelimulti-plexing
Dla jednoczesnego odbioru sygnału z kilku satelitów lub sygnału o dwóch częstotliwościach z jednego satelity, stosuje się odbiorniki dwóch rodzajów:
- multi-channel (wielokanałowy) – odbiorniki te składają się z określonej liczby niezależnych kanałów i każdy z nich jest przystosowany do odbierania i przetwarzania sygnałów z jednego satelity. Procesy odbioru i przetwarzania sygnałów są prowadzone w takim wielokanałowym odbiorniku jednocześnie. Obserwacje mogą być wykonywane z częstotliwością sekundową.
- multi plexing – odbiorniki te składają się z jednego lub wielu kanałów, z których każdy może odbierać poszczególne sygnały z satelitów. Obserwacje wykonywane są z częstotliwością milisekundową. Najlepszą jakość sygnału mają odbiorniki typu multi-channel correlation type. Odbiorniki squaring type kwadratują zarówno sygnały, jak i szumy.

## Kalendarium w historii rozwoju systemu GPS
- 1973 Zatwierdzenie podjęcia prac nad stworzeniem satelitarnego systemu nawigacyjnego, opartego na systemie TRANSIT, TIMATION i 621B U.S. Air Force i U.S. Navy.
- 1974–1979 Faza testu systemu GPS.
- 1977 Pierwsze testy urządzeń nawigacyjnych jeszcze przed wprowadzeniem satelitów na orbity okołoziemskie. Próby i testy przeprowadzone zostały za pomocą pseudosatelitów, którymi były naziemne stacje nadawcze imitujące satelity.
- 1978–1985 Wprowadzenie na orbity jedenastu satelitów Block I.
- 1979 Podjęcie decyzji o budowie kompletnego systemu GPS.
- 1980 Start pierwszego satelity Block I z sensorami do rozpoznania wybuchów atomowych, po podpisaniu porozumienia między USA i Związkiem Radzieckim o zaprzestaniu prób z bombami atomowymi na ziemi, w wodzie i w kosmosie.
- 1980–1982 W tych latach finanse GPS były w stałym zagrożeniu, z uwagi na brak koncepcji jego przyszłościowego finansowania. Groziło to przerwaniem realizacji tego projektu.
- 1983 Po zestrzeleniu samolotu koreańskich linii lotniczych KAL 007 nad terytorium Związku Radzieckiego, do czego przyczyniła się pomyłka pilota, uznano, że GPS powinien zostać udostępniony do zastosowań cywilnych.
- 1986 Katastrofa promu Challenger odbiła się także na projekcie GPS. W międzyczasie uznano, że nośnikiem satelitów Block II na orbity ma być wahadłowiec. Po tym wypadku wrócono do wcześniej planowanego wprowadzania satelitów na orbity przez rakiety Delta.
- 1989 Pierwszy satelita Block II został wprowadzony na orbitę, rozpoczynając swoją pracę.
- 1990–1991 Chwilowo wyłączono SA (Selective Availability) w czasie I wojny w Zatoce Perskiej, celem wykorzystania cywilnych nawigatorów (za mała liczba wojskowych urządzeń). Dnia 1.07.1991 SA został powtórnie włączony.
- 8 grudnia 1993 Do wiadomości publicznej podano, że GPS jest gotowy do eksploatacji (Initial Operational Capability, IOC).
- marzec 1994 Ostatni satelita Block II został wprowadzony na orbitę, zamykając prace nad uruchomieniem systemu GPS.
- 17 lipca 1995 System GPS osiągnął pełną operatywność (Full Operational Capability, FOC).
- 1 maja 2000 Wyłączono definitywnie SA, co pozwala na korzystanie z dokładności nawigacji 20 m zamiast dotychczasowej 100 m.
- 20 marca 2004 Start pięćdziesiątego satelity GPS.
- 25 września 2005 Na orbitę zostaje wprowadzony satelita typu IIR–M (Block 2 Replacement Modernized; unowocześniony Block II, satelita rezerwowy). Ten satelita, jako pierwszy umożliwia użycie sygnałów M dla wojska i sygnałów L2C dla służb cywilnych.

## Inne systemy pozycjonowania
Inny pracujący obecnie system pozycjonowania to GLONASS. Jest on zarządzany przez Wojska Kosmiczne Federacji Rosyjskiej. GLONASS dostarcza dwa rodzaje sygnału: wojskowy oraz cywilny. W skład systemu wchodzą 24 satelity oraz naziemna stacja kontroli. System ten używa innego geodezyjnego układu odniesienia i odmiennego wzorca czasu (UTC) niż GPS (UTC USNO, gdzie nie wprowadza się sekund przestępnych).
Europejska Agencja Kosmiczna (ESA) jest w trakcie budowy własnego systemu nawigacji. Nosi on nazwę Galileo i składać się będzie z 30 satelitów. Zegary zastosowane w europejskich satelitach mają umożliwić osiągnięcie dokładności pozycjonowania w granicach 50 cm (dla użytkowników komercyjnych). Pierwsze testy Galileo rozpoczęły się w 2005 roku, a system miał stać się w pełni sprawny do roku 2018, jednak nie była to pewna data, gdyż terminy były wielokrotnie zmieniane. 15 grudnia 2016 system został uruchomiony z 18 satelitami na orbicie, docelowo pełna zdolność systemu przewidywana była na rok 2020. Galileo projektowany jest przede wszystkim z myślą o zastosowaniach cywilnych. Jego dokładność ma sięgać 1 metra dla bezpłatnej oraz 10 cm dla płatnej częstotliwości.
Compass – chiński projekt, którego pierwszy satelita został wystrzelony w 2000 roku. Dawna nazwa projektu to Beidou. Mimo przystąpienia Chin do projektu Galileo w 2003 roku, prace są kontynuowane i według zapewnień chińskich władz Compass miał ruszyć w 2012 roku. Dokładność publicznej usługi jest rzędu 10 metrów. Jest to jeden z niewielu systemów, który zakłada dwustronną transmisję informacji (także od urządzenia do satelity). Docelowo projekt ma obejmować cały świat (Beidou 2).
Indian Regional Navigational Satellite System (IRNSS), projekt indyjski, ma obejmować Indie i obszar 1000–2000 km wokół. Finansowanie projektu zostało zatwierdzone w 2006 roku, zakładany czas ukończenia projektu to 6–7 lat.